# Okres Grodzisk Mazowiecki
Okres Grodzisk Mazowiecki (polsky Powiat grodziski) je okres v polském Mazovském vojvodství. Rozlohu má 367 km² a v roce 2020 zde žilo 97 462 obyvatel. Sídlem správy okresu je město Grodzisk Mazowiecki.

## Gminy
Městské:
- Milanówek
- Podkowa Leśna

Městsko-vesnické:
- Grodzisk Mazowiecki

Vesnické:
- Baranów
- Jaktorów
- Żabia Wola

## Města
- Grodzisk Mazowiecki
- Milanówek
- Podkowa Leśna

## Demografie
Počet obyvatel (informace z 30. června 2005):
|         | Celkem | Celkem | Ženy   | Ženy | Muži   | Muži |
|         | Osob   | %      | Osob   | %    | Osob   | %    |
| ------- | ------ | ------ | ------ | ---- | ------ | ---- |
| Celkem  | 76 990 | 100    | 40 276 | 52,3 | 36 714 | 47,7 |
| Město   | 45 987 | 100    | 24 475 | 53,2 | 21 512 | 46,8 |
| Vesnice | 31 003 | 100    | 15 801 | 51   | 15 202 | 49   |